# Antoni Fabra Ribas
Antoni Fabra Ribas fou un polític socialista nascut a Reus el 6 d'abril de 1879.
Fabra va estudiar Filosofia i Lletres i Dret a la Universitat de Barcelona. Després de llicenciar-se, va continuar els estudis entre 1901 i 1903 a La Sorbona. Va ser professor de llengües a Belfast, Edimburg, Glasgow, París i Berlín. Va col·laborar de jove amb La Revista Socialista de Madrid (1903-1905), però signant com a Mario-Antonio (en homenatge al seu pare que era de cal Mario-Antonio de Barberà de la Conca). Va dirigir La Reforma: eco de los dependientes de comercio, (Reus, 1900-1901, 1903-1905), una revista quinzenal que defensava una agrupació d'empleats de comerç fundada per ell als voltants de 1898. El 1905 impulsà la creació de l'Agrupació Socialista de Reus, cap a la qual va aconseguir atreure a Josep Recasens. La relació entre tos dos fou bàsica pel desenvolupament del socialisme català durant el primer terç del segle XX
El 1907 es va unir a Paris amb el grup de Jean Jaurès (L'Humanité).
Va assistir al Congrés socialista de Stuttgart com a representant de la Segona Internacional, juntament amb Pablo Iglesias (1907).
El 1908 va tornar a Barcelona i es va acostar a Pablo Iglesias i al PSOE i va publicar llavors el setmanari La Internacional (1908 a 1909). Va intentar crear una federació catalana i balear dels socialistes i el 1909 va impulsar les protestes per la Guerra del Marroc que va portar a la Setmana Tràgica.
Després d'això va tornar a França. De 1920 a 1931 va ocupar llocs institucionals de poca rellevància.
A la Segona República va ser elegit diputat per la província d'Albacete a les eleccions generals espanyoles de 1931, i Director General del Ministeri de Treball però el 1931 va anar a Suïssa i altres llocs, per treballar en l'OIT. El 1936 va ser delegat a l'Assemblea de la Societat de Nacions, i Ministre Plenipotenciari de la República a Berna entre 1936 i 1939. El 1942 s'exilià a l'Amèrica Llatina, i es dedicà a l'estudi del cooperativisme. S'establí a Colòmbia on va treballar a la Universitat de Cauca, i més tard fou director de l'Institut d'Estudis Cooperatius de Popayán.
Durant els seus anys d'exili a Amèrica Llatina publicà un gran nombre de llibres i materials literaris sobre temes cooperatius. «Fabra demostrà, sense ser cap teòric de primer nivell ni formular propostes de debò innovadores, ser un bon divulgador i un infatigable i convincent propagandista». Algunes de les obres que publicà són:
La cooperación. Su porvenir está en las Américas (1942)
Tenia com a objectiu a educar als lectors en la doctrina de la cooperació, tal com exposa Anguera «volia ser un llibre divulgatiu per posar al dia els ja iniciats en la matèria i per fer assequible als curiosos el “sistema económico y social más importante de la época moderna”». En aquesta obra a part de fer un repàs de l’origen del cooperativisme, de l'ACI i les tipologies de cooperatives; fa especial menció a la labor que s'estava duent a terme a Espanya per difondre l'educació dels valors i pràctiques cooperatives entre la societat.
Haciendo cooperación (1942)
Es tracten d’una sèrie de conferències editades el 1942 que Fabra havia impartit a Veneçuela. Aquestes duien per títol: El gran tesoro de la América Latina; América Latina ante la crisis mundial i El deber de la hora presente.
Hacia un nuevo orden económico, reflexiones dedicadads a la juventud iberoamericana (1943)
«Recull de quatre conferències pronunciades al mes de juny en què analitzà la relació de les cooperatives amb els poders públics, l’inici del cooperativisme a la Xina i Índia, els exemples reeixits d’Anglaterra i Suècia i les possibilitats de la cooperació a América de mà de la joventu».
La educación cooperativa, base de la economía de post-guerra (1944)
Es tracta d'un informe que realitzà per presentar a Colòmbia. Fabra, partint de la premissa que, des dels inicis de la Primera Guerra Mundial, el cooperativisme a Europa i a América Central havia pres una rellevància notable; «fa seva la idea que la guerra havia fet una propaganda bàsica al cooperativisme, pel fet que els consumidors, en alguns països de l’Europa oriental, havien pogut subsistir gràcies als magatzems cooperatius agrícoles».
Quan retornà a Espanya el 1949 i, a l'any següent, juntament amb Albert Pérez Baró ingressà a la cooperativa de Teixidors a Mà de Barcelona «i tot seguit, Fabra començà a col·laborar, amb el pseudònim de Pax, en el seu portaveu mensual La Llançadora». A partir de 1952 inicià una estreta col·laboració amb la Unió de Cooperatives de Reus amb l'objectiu que aquestes establissin relacions amb les cooperatives dels Estats Units, «de les quals esperava obtenir assessorament i ajuda per trencar l’aïllament comercial espanyol i la intervenció monetària. (...) Confiava, sobretot, de poder importar adobs i maquinària agrícola».
Morí a Cambrils el 17 de gener de 1958 a causa d'unes complicacions gàstriques, mentre preparava el retorn a Amèrica.